# ماروسیا واهرامیان
ماروسیا واهرامیان (ارمنی: Մարուսյա Վահրամյան؛ ۱۹۱۹ - ۲۰۱۲) نقاش و کارگردان تئاتر اهل ارمنستان-ایران بود.

## زندگی‌نامه
با نام اصلی ماروسیا آراکلیان در سال ۱۹۱۹ میلادی (۱۲۹۸ خورشیدی) در شهر آرماویر به دنیا آمد. در سال‌های کودکی به همراه خانواده‌اش در شهر تبریز سکونت گزید و در مدرسهٔ ارامنه این شهر به تحصیل پرداخت و سپس به ادامهٔ تحصیل و تأمل در هنر نقاشی نزد استاد واهرامیان که از مسکو به تبریز آمده بود پرداخت. به زودی تابلوهای وی در نمایشگاه‌های مختلف در تبریز در معرض دید عموم قرار گرفت.
در سال ۱۹۵۸ (۱۳۳۷) با استاد خود گریگور واهرامیان گاسپاربگ پیوند زناشویی بست. نقاشی‌های وی بر پایهٔ اصول کلاسیک و استفاده از پس زمینهٔ رنگی و سمبولیک استوار است.
از تصاویری بسیار زیبا از طبیعت ارومیه و مراغه و نیز نمونه‌هایی از منازل و مناظر زیبای تبریز که در حقیقت گویای شهرسازی آن زمان می‌باشند آفریده‌است.
ماروسیا واهرامیان دستی نیز در موسیقی داشت و منزل وی مهد هنر و موسیقی
در سال‌های ۱۹۳۹–۱۹۳۸ (۱۳۱۸–۱۳۱۷) فعالیت در تئاتر را با گروه ادبی هنری خانم «شوشانیک خان آرامیان» آغاز نمود؛ و نمایشنامه‌های «خاتابالا» و «خانه ویران‌شده» نوشته گابریل سوندوکیان را بازی نمود. پس از آن نیز به هنرنمایی در این رشته ادامه داد و بازی قابل تحسینی در «ملکه قلعه سقوط‌کرده» نوشته نامی ارمنی لوون شانت را ارائه داد.

پوستر فیلم ماروسیا

وی نزدیک به سی سال به کارگردانی تئاتر و تدریس می‌پرداخت و همچنین مدیرت یک گروه تئاتر ده نفری را برعهده داشت.
ماروسیا واهرامیان در طول دهه‌های ۱۹۸۰ و ۲۰۰۰ میلادی (دهه‌های ۱۳۶۰ و ۱۳۸۰ خورشیدی) به بازی در نمایش‌های «داماد خارجی»، «به خاطر آبرو»، «خاتابالا»، «خانه ویران شده»، «قربانی دیگر» به‌طور افتخاری پرداخت.
وی در سال ۲۰۱۲ (۱۳۹۱) در شهر تبریز درگذشت.

## مستند ماروسیا
نوید میخک فیلم مستندی ۳۰ دقیقه ای تحت عنوان «ماروسیا» را کارگردانی نمود. این مستند دربارهٔ این هنرمند است که قصد دارد برای آخرین بار اثر تئاتری تحت عنوان «کومیتاس» را به اجرا ببرد اما مشکلاتی بر سر راهش قرار می‌گیرد. مستند ماروسیا در جشنواره بین‌المللی فیلم آرپا در هالیوود، جشنواره کازان روسیه، جشنواره بین‌المللی زردآلوی ارمنستان و جشنواره بین‌المللی مستند سینما حقیقت به نمایش درآمد.